# HMS Galatea (71)
Pour les autres navires du même nom, voir HMS Galatea.
L'HMS Galatea était un croiseur léger de classe Arethusa en service dans la Royal Navy.
Il est mis sur cale aux chantiers navals Scotts Shipbuilding and Engineering Company installés à Greenock sur la Clyde le 2 juin 1933, il est lancé le 9 août 1934 et admis au service actif le 14 août 1935.

## Historique
À son admission au service actif, le nouveau croiseur est affecté à la Mediterranean Fleet comme navire-amiral au profit du contre-amiral commandant les destroyers de cette flotte. Lors de la guerre d'Espagne, il effectua quelques patrouilles de neutralité en compagnie de navires allemands et italiens.
Lorsque la Seconde Guerre mondiale éclate, il est rappelé en métropole, assurant le blocus du port de Vigo pour empêcher les navires marchands allemands de quitter le port galicien et rentrer dans leur pays.
En janvier 1940, il est affecté au sein de la Home Fleet en compagnie de ses sister-ship Penelope et Arethusa pour des missions de patrouille et d'interception, capturant notamment trois forceurs de blocus allemands, deux étant sabordés et un arrivant en Allemagne.
En avril 1940, il participe à la campagne de Norvège, transportant l'or norvégien le 25 avril afin de le mettre à l'abri en Grande-Bretagne. Auparavant, il avait mené à partir du 4 avril 1940 une patrouille offensive destinée à intercepter les convois transportant les troupes d'invasion de l'opération Weserübung, mais cette mission fut un échec. Il assura également des missions de transport rapides.
Il assura l'appui des forces alliées engagées dans la campagne de France avant de couvrir leur évacuation au cours de l'opération Ariel. Il rapatria ainsi l'ambassadeur de Grande-Bretagne en France depuis Saint Jean de Luz.
Le 7 septembre 1940, la radio du bord reçut le message codé Cromwell signalant que les allemands pourraient débarquer dans le Kent à l'aube. Le Galatea patrouilla dans le Pas de Calais, il n'eut aucun contact avec l'ennemi mais il sauta sur une mine au large de Sheerness et dut passer tout le reste de l'année au bassin.
Remis en service en février 1941, il resta sous le contrôle opérationnel de la Home Fleet jusqu'en juillet 1941 puis il fut affecté en Méditerranée qu'il rejoignit via le Cap de Bonne Espérance, la mer Rouge et le canal de Suez qu'il atteint en novembre. Sa base sera Malte, comme les autres navires de la Force K chargée d'envoyer les convois de l'Axe par le fond.
Son déploiement fut de courte durée. Le 14 décembre 1941 peu avant minuit, le Galatea reçut trois torpilles du sous-marin U-557 au large d'Alexandrie. Il coula en trois minutes, ne laissant que 100 survivants et 23 officiers (dont le commandant), 447 membres d'équipage succombant à ce naufrage. Son bourreau fut coulé deux jours plus tard, le 16 décembre, éperonné par le torpilleur italien Orione qui avait pris le sous-marin allemand pour un sous-marin britannique.